# 最大剰余方式
最大剰余方式（さいだいじょうよほうしき、Largest remainder method）とは、比例配分方式の一つで、名簿式投票制度における議席の各党への割り当てや選挙区への定数の配分に用いられる。ヘア＝ニーマイヤー式（Hare-Niemeyer-Verfahren）あるいはハミルトン方式と呼ばれることもある。最高平均方式（除数方式、Highest averages method）と対照される。

## 方式
{\displaystyle h} 議席をいくつかの政党へ得票数に応じて分配することを考える。各政党には {\displaystyle 1,\dots ,s} と番号をつけ、政党 {\displaystyle i} の得票数は {\displaystyle p_{i}}であるとする。なお、政党を都道府県に、得票数を人口にそれぞれ置き換えることで、議席配分についても同様に考えることができる。
最大剰余方式では次のようにして議席を割り当てる。
1. 基数 {\displaystyle Q} を決め(次項参照)、各政党 {\displaystyle i} の「取り分」{\displaystyle q_{i}=p_{i}/Q} を計算する。
2. 政党 {\displaystyle i} に {\displaystyle \lfloor q_{i}\rfloor } 議席を割り当てる。（ {\displaystyle \lfloor x\rfloor } は {\displaystyle x} の小数点以下切捨てを表す）
3. 2.で配分した議席の合計が {\displaystyle h} 議席に満たない場合、取り分の端数 {\displaystyle q_{i}-\lfloor q_{i}\rfloor } の大きい順に1議席ずつ割り当てを追加する。

## 基数
基数 {\displaystyle Q} の定め方にはいくつか方式がある。
ヘア基数（単純基数）{\displaystyle Q_{\textrm {h}}} は以下のように定義される。
{\displaystyle Q_{\textrm {h}}={\frac {\sum _{i=1}^{s}p_{i}}{h}}.}
ヘア基数を使う最大剰余方式は、1792年に最大剰余方式を考案したアレクサンダー・ハミルトンに因んでハミルトン方式と呼ばれる。ロシア（2007年からは阻止条項7%）、ウクライナ（足切り3%）、ナミビア、香港、の立法府選挙で使用されている。歴史的には19世紀のアメリカ合衆国で議席配分に採用されていた。
一方、ドループ基数と呼ばれる基数 {\displaystyle Q_{\textrm {d}}} は文献によって差異があるが、
{\displaystyle Q_{\textrm {d}}=\left\lfloor 1+{\frac {\sum _{i=1}^{s}p_{i}}{1+h}}\right\rfloor \ ,{\frac {\sum _{i=1}^{s}p_{i}}{1+h}}}
などと定義される(厳密には異なる配分結果を生じうるが、極めてまれである)。南アフリカの選挙に採用されている。2番目はハーゲンバッハ=ビジョフ基数と呼ばれることもある。
ヘア基数は小政党に対して少し寛大な傾向があり、ドループ基数は大政党寄りである。ヘア基数は、過半数を獲得した名簿に半数未満の議席が与えられることがあるが、ドループ基数よりも比例的であると考えられている。    
また、以下のように定義されるインペリアリ基数 {\displaystyle Q_{\textrm {i}}} がある。
{\displaystyle Q_{\textrm {i}}={\frac {\sum _{i=1}^{s}p_{i}}{2+h}}.}
ただし、この基数を用いて計算すると配分の合計が {\displaystyle h} を超える可能性があるため使われることは少ない。

## 例
この例では100,000票で10議席を配分する選挙を行うとする。
| 政党                   | イエローズ | ホワイツ | レッズ | グリーンズ | ブルーズ | ピンクス | 合計    |
| ---------------------- | ---------- | -------- | ------ | ---------- | -------- | -------- | ------- |
| 得票数                 | 47,000     | 16,000   | 15,800 | 12,000     | 6,100    | 3,100    | 100,000 |
| 議席                   |            |          |        |            |          |          | 10      |
| ヘア基数               |            |          |        |            |          |          | 10,000  |
| 得票数/基数            | 4.70       | 1.60     | 1.58   | 1.20       | 0.61     | 0.31     |         |
| 機械的に配分される議席 | 4          | 1        | 1      | 1          | 0        | 0        | 7       |
| 剰余                   | 0.70       | 0.60     | 0.58   | 0.20       | 0.61     | 0.31     |         |
| 最大剰余議席           | 1          | 1        | 0      | 0          | 1        | 0        | 3       |
| 合計議席               | 5          | 2        | 1      | 1          | 1        | 0        | 10      |

| 政党名                 | イエローズ | ホワイツ | レッズ | グリーンズ | ブルーズ | ピンクス | 合計    |
| ---------------------- | ---------- | -------- | ------ | ---------- | -------- | -------- | ------- |
| 得票数                 | 47,000     | 16,000   | 15,800 | 12,000     | 6,100    | 3,100    | 100,000 |
| 議席数                 |            |          |        |            |          |          | 10      |
| ドループ基数           |            |          |        |            |          |          | 9,091   |
| 得票数/基数            | 5.170      | 1.760    | 1.738  | 1.320      | 0.671    | 0.341    |         |
| 機械的に配分される議席 | 5          | 1        | 1      | 1          | 0        | 0        | 8       |
| 剰余                   | 0.170      | 0.760    | 0.738  | 0.320      | 0.671    | 0.341    |         |
| 最大剰余議席           | 0          | 1        | 1      | 0          | 0        | 0        | 2       |
| 合計議席数             | 5          | 2        | 2      | 1          | 0        | 0        | 10      |

## 長所と短所
最大剰余方式の議席配分法は最高平均方式と比較して単純で分かりやすく、また議席の計算も簡便である。ヘア基数が使われるのなら、票の割合の多寡は名簿にとって有利な点にはならず、この点に関しては中立的である。しかし、端数処理の単純さゆえに次項で述べるような不合理な結果をもたらす場合がある。

## 配分パラドックス
最大剰余方式はアラバマのパラドックスや人口パラドックスと呼ばれる不合理な配分をもたらすことがある。
以下ではヘア基数を用いた場合の例を示すが、ドループ基数を用いても同様の現象が生じうる。

### アラバマのパラドックス
総配分議席が増加したのにもかかわらず配分が減ってしまう現象を、アメリカ下院の議席配分での実例にちなみアラバマのパラドックスという。
以下の表は、総議席が10から11に増えるとC県への配分が減ってしまう実例を示している。
|        | 人口  | 10議席   | 10議席 | 11議席   | 11議席 |
| 取り分 | 人口  | 配分議席 | 取り分 | 配分議席 |        |
| ------ | ----- | -------- | ------ | -------- | ------ |
| A県    | 5,665 | 5.15     | 5      | 5.665    | 6      |
| B県    | 3,685 | 3.35     | 3      | 3.685    | 4      |
| C県    | 1,650 | 1.50     | 2      | 1.650    | 1      |

### 人口パラドックス
人口が相対的に増加しているのに配分が減り、相対的に減少しているのに配分が増えてしまう現象を人口パラドックスという。
以下の表に例を示す。A県の人口増加率はB県よりも高いが、配分議席の変化はB県がA県から議席を奪う形になっている。
|     | 人口   | 取り分 | 配分議席 |   | 人口   | 人口増加率 | 取り分     | 配分議席 |
| --- | ------ | ------ | -------- | - | ------ | ---------- | ---------- | -------- |
| A県 | 7,800  | 15.6   | 16       | ⇒ | 8,432  | +8.1%      | 15.3309... | 15       |
| B県 | 1,700  | 3.4    | 3        | ⇒ | 1,836  | +8.0%      | 3.3381...  | 4        |
| C県 | 500    | 1.0    | 1        | ⇒ | 732    | +46.4%     | 1.3309...  | 1        |
| 計  | 10,000 | 20     |          | ⇒ | 11,000 |            | 20         |          |